# Nagelfar
Nagelfar est un groupe de black metal allemand. Nagelfar est formé en 1993 par le guitariste Zorn et le  batteur Rykthius von Meilenwald, connu sous le nom d'Alexander von Meilenwald. En septembre 1997, le groupe enregistre son premier album, Hünengrab im Herbst, au Stage One Studio d'Andy Classen. Nagelfar est souvent cité par la scène comme un groupe important ou légendaire.

## Biographie

### Débuts (1993–1997)
Nagelfar est formé en 1993 par le guitariste Zorn et le batteur Rykthius von Meilenwald, connu sous le nom d'Alexander von Meilenwald. Pour eux, le groupe doit exister uniquement s'ils en sont tous les deux membres,. La première formation complète s'établit en 1995, avec l'arrivée du bassiste Sveinn Hackelnberg et du chanteur Jander, en remplacement de Smaug. Cette formation enregistre une première démo, Als die Tore sich öffnen, à la fin de 1995 comme production de répétition, et une deuxième démo, Jagd, en octobre 1996 dans un studio semi-professionnel. Peu avant les enregistrements, le groupe signe un contrat avec le label Kettenhund Records, basé à Brême, fondé en 1996 par Andreas Lacher, un ancien éditeur du fanzine Soluzen (sous le pseudonyme de Yog-Sototh).
En septembre 1997, le groupe enregistre son premier album, Hünengrab im Herbst, au Stage One Studio d'Andy Classen. Il est publié chez Kettenhund Records en décembre 1997. Dans sa critique pour le magazine Rock Hard, Frank Stöver écrit qu'il n'aurait jamais espéré autant de progrès depuis leurs deux dernières démos qu'il juge médiocres (la première étant accueillie dans son propre fanzine Voices from the Darkside, et la deuxième par Sascha Falquet) et que Nagelfar pourrait « sans doute se catapulter au sommet de la scène du black metal allemand. » Un split EP avec l'autre groupe de Jander, Dark Embrace, un groupe de dark metal originaire d’Aix-la-Chapelle, qui comprend la chanson Nur ein See, est enregistré en juillet 1997, et publié au label Sombre Records en janvier 1998.

### Srontgorrth(1998)
À la fin de 1998, Sveinn Hackenberg quitte le groupe pour des raisons personnelles, et laisse en plan le concept lyrique de l'histoire Srontgorrth. L'enregistrement de l'album-concept contribuera au départ de Jander, qui s'était déjà occupé de certaines parties vocales. À cette période où l'album est publié au début de 1999, le groupe est rejoint par le bassiste Chaos. Après la sortie, Lacher en finit avec Kettenhund Records par manque de temps, et parce qu'il se retrouvait démoralisé par les « déviances » de la scène, et le groupe doit chercher un nouveau label. Lacher, que le groupe considérait comme un ami,, est poignardé à mort dans une discothèque à Brême en décembre 2001. Meilenwald lui dédie le premier album The Ruins of Beverast.

### Virus West(1999–2001)
En automne 1999, le chanteur Zingultus se joint à Nagelfar. Ils enregistrent un mini-album deux titres, Garzweiler II, publié en exclusivité par Wód-Ván, et limité à un exemplaire. Après l'enregistrement, Chaos quitte le groupe en mars 2000. Le même mois, Nagelfar signe un contrat pour deux albums avec le label Ars Metalli. Les trois membres restants enregistrent leur troisième album, Virus West, en juin 2000, de nouveau au Stage One Studio. 
Il est suivi par une contribution au split EP limité avec Bluttaufe publié en automne 2000 via Christhunt Productions. Virus West est publié en été 2001. Le groupe ne trouvant aucun bassiste qui lui convient, ils décident de garder leur formation actuelle, et de recruter Gnarl (Graupel) comme bassiste de tournée.

### Séparation (2002)
En avril 2002, Nagelfar se sépare, une décision qui surprend les fans. Des années plus tard, Meilenwald explique que Zorn aurait fait par à lui et à Zingultus de son manque d'énergie et de motivation dont il aurait besoin pour faire fonctionner Nagelfar, et Zorn et Meilenwald ont décidé d'un commun accord que le groupe ne pouvait exister dans l'un d'entre eux. Nagelfar refusera tout concert de réunion.
Nagelfar est souvent cité par la scène comme un groupe important ou légendaire,. Johannes Paul Köhler, du journal Legacy explique qu'ils ont réussi à atteindre la « gloire internationale ». Wolf-Rüdiger Mühlmann, du magazine Rock Hard, les considère comme « les rois du Westwall », des « protagonistes légendaires », et « de loin le meilleur groupe de black metal allemand de la si bien nommée deuxième génération » dont les trois albums « ont fait exploser […] la scène. » Il considère leur premier album comme « l'album de black metal allemand le plus important », qu'il place 16e sur 25 dans la liste des Die 25 wichtigsten Black-Metal-Alben aller Zeiten ('25 albums de black metal les plus importants de tous les temps'). Leurs deux albums suivants atteignent les 250 Black-Metal-Alben, die man kennen sollte ('250 albums de black metal à connaitre sans tarder').
Après la séparation du groupe, le batteur Alexander von Meilenwald formera un one-man-band appelé The Ruins of Beverast et deviendra le batteur de Heemat et un membre de session pour Kermania (dont le leader Weigand était inspiré des premières œuvres de Nagelfar) et Truppensturm. Lui, Zingultus et Hackelnberg formeront Wòd-Ván, un groupe de fans de black metal principalement, mais pas exclusivement, originaire d’Aix-la-Chapelle. Zingultus jouera dans les groupes Graupel, et Graven. Zorn formera Simple Existenz.

## Discographie

### Albums studio
- 1997 : Hünengrab im Herbst (Kettenhund Records)
- 1999 : Srontgorrth (Kettenhund Records)
- 2001 : Virus West (Ars Metalli Records)

### Démos
- 1995 : Als die Tore sich öffnen
- 1996 : Jagd

### EP
- 1997 : split avec Dark Embrace (Kettenhund Records)
- 2000 : split avec Bluttaufe (Christhunt Productions)